# Marcel Di Domenico
Marcel Di Domenico, né le 17 juin 1955 à Differdange au Luxembourg, est un footballeur international luxembourgeois, qui évoluait au poste d'attaquant.
Son fils, Sven Di Domenico (en), est également footballeur.

## Biographie

### Carrière en club
Marcel Di Domenico commence sa carrière en club en jouant avec l'équipe de sa ville natale, le Red Boys Differdange, où il ne reste qu'une seule saison. 
Il pose alors son sac en France au sein de l'équipe du FC Metz, qui évolue en Division 1. Il ne joue toutefois que 6 matchs, pour 3 buts marqués, en deux saisons. Il décide alors de rejoindre le SC Hazebrouck qui évolue en Division 2. Il va marquer 11 buts en 33 matchs joués durant la saison 1975-1976. 
Il retourne aux Red Boys Differdange dès la saison 1976-1977. Il y remporte une fois le championnat et deux fois la coupe. Avec ce club, il dispute deux matchs en Ligue des champions, pour un but inscrit, deux matchs en Coupe des coupes, pour un but inscrit, et 7 matchs en Coupe de l'UEFA. Il arrête ensuite le football pendant quatre ans.
Il signe ensuite au Spora Luxembourg, où il reste une saison. Avec ce club, il dispute deux matchs en Coupe de l'UEFA, pour un but inscrit. Il met un terme à sa carrière en 1988.

### Carrière internationale
Marcel Di Domenico compte 38 sélections et 2 buts avec l'équipe du Luxembourg entre 1973 et 1982. 
Il est convoqué pour la première fois en équipe du Luxembourg par le sélectionneur national Gilbert Legrand, pour un match amical contre le Canada le 7 octobre 1973. Lors de ce match, Marcel Di Domenico entre à la 46e minute de la rencontre, à la place de Gilbert Dussier. Le match se solde par une défaite 2-0 des Luxembourgeois. 
Le 9 mai 1980, il inscrit son premier but en sélection contre la Corée du Sud, lors d'un match amical (victoire 3-2). Son second et dernier but est inscrit le 10 novembre 1982 face au Danemark, lors d'un match des éliminatoires de l'Euro 1984 (défaite 2-1).
Il reçoit sa dernière sélection le 15 décembre 1982 contre l'Angleterre, lors d'un match des éliminatoires de l'Euro 1984. Le match se solde par une défaite 9-0 des Luxembourgeois.

## Palmarès
- Avec le Red Boys Differdange
  - Champion du Luxembourg en 1979
  - Vainqueur de la Coupe du Luxembourg en 1979 et 1982